# Максимово (Сафоновський район, станція)
Максимово (рос. Максимово) — станція Сафоновського району Смоленської області Росії. Входить до складу Пушкінського сільського поселення.
Населення — 4 особи (2007 рік). 